# Обвалення пішохідного мосту у Морві
Обвалення пішохідного мосту в Морві на річці Маччху в західному штаті Гуджарат, Індія, сталося 30 жовтня 2022 року. На цей момент на мосту було близько 500 людей. За попередніми даними, понад 130 людей загинуло. Десятки людей отримали тяжкі поранення, деякі вважаються зниклими безвісти.

## Передісторія
Пішохідний міст довжиною 230 метрів був побудований 143 роки тому під час британського правління в Індії. Протягом останніх кількох років (за іншими даними протягом шести місяців) міст був закритий на реконструкцію. Він відкрився тільки за 1-4 дні до обвалення.

## Причини
Представник операторів Oreva Group повідомив газеті Indian Express, що надто багато людей знаходилися в середній частині мосту, «намагаючись розгойдати його».